# Feld am See
Feld am See – gmina w Austrii, w kraju związkowym Karyntia, w powiecie Villach-Land. Według Austriackiego Urzędu Statystycznego liczyła 1139 mieszkańców (1 stycznia 2015).

## Współpraca
Miejscowość partnerska:
- Wilhermsdorf, Niemcy